# Nakły
Nakły (prononciation : [ˈnakwɨ]) est un village polonais de la gmina d'Olszewo-Borki dans le powiat d'Ostrołęka de la voïvodie de Mazovie dans le centre-est de la Pologne.
Il se situe à environ 2 kilomètres à l'ouest d'Olszewo-Borki (siège de la gmina), 5 kilomètres à l'ouest d'Ostrołęka (siège du powiat) et à 101 kilomètres au nord de Varsovie (capitale de la Pologne).
Le village compte approximativement une population de 213 habitants en 2006.

## Histoire
De 1975 à 1998, le village appartenait administrativement à la voïvodie d'Ostrołęka.